# Le baruffe chiozzotte
(Lucietta, atto III, finale)
Le baruffe chiozzotte è una commedia scritta da Carlo Goldoni.
La sua prima messa in scena, annunciata per stampa da Piero Chiari sulla Gazzetta Veneta il 23 gennaio 1762, si tenne al teatro San Luca di Venezia alla fine dello stesso mese; fu poi ripresa in occasione del successivo carnevale veneziano. Negli anni venti del XX secolo il testo fu trasposto per il teatro in musica nell'omonima opera di Gian Francesco Malipiero, nell'ambito di una trilogia goldoniana.
Viene considerata una delle più riuscite opere goldoniane e fa parte – insieme ad altri capolavori come I rusteghi e La casa nova – delle cosiddette commedie di ambientazione veneziana, lavori conclusivi dell'esperienza italiana dell'autore prima del trasferimento a Parigi. 
Opera corale d'ambiente popolare, ma anche commedia di conversazione dove la parola si fa strumento di espressività teatrale (con pesanti debiti verso la commedia dell'arte), ambientata nella città lagunare di pescatori di Chioggia (cornice peraltro più lasciata intendere che descritta in senso letterale), Le baruffe chiozzotte mette in scena le schermaglie amorose di un gruppo di popolani inseriti in un contesto familiare e sociale particolarmente articolato e mossi da sinceri affetti dell'animo che ben descrivono una visione della coralità della vita.
I protagonisti appartengono al più basso strato sociale – i pescatori e le donne che stanno loro intorno – ma non per questo mancano, secondo la visione della critica, di una vivida umanità; per loro ogni aspetto della vita diventa esso stesso commedia con lucide sottolineature esistenziali.

## Trama
Lo spunto iniziale alla commedia viene, com'è del resto anticipato dal titolo, da una baruffa scatenata dal battelliere Toffolo, "reo" di avere civettato con alcune giovani. Lucietta, promessa sposa al pescatore Titta-Nane, è al ricamo, ma accetta di buon grado la fetta di zucca arrostita che Toffolo le offre. Il gesto non è però gradito da Checca, realmente corteggiata dal battelliere Toffolo.
A interrompere questa prima disputa è l'arrivo della tartana di padron Toni. Con il ritorno dalla pesca hanno avvio momenti di vita quotidiana (la vendita del pesce, le donne che riabbracciano i loro uomini) mentre, quasi ineluttabilmente, per le calli proseguono i pettegolezzi, preludio di nuovi litigi.
Lucietta si lascia andare ad alcune confidenze sulle avventure di Toffolo, e lo stesso fa Orsetta, sorella di Checca, con un altro dei pescatori, Beppo: alla fine, nella baruffa sono coinvolti quasi tutti i mariti, i fratelli e gli amici del borgo. Allora Beppo e Titta-Nane, prendendosela con Toffolo, dichiarano la loro intenzione di rompere il vincolo di fidanzamento.
A Toffolo non rimane che andare in Cancelleria per chiedere un intervento super partes del coadiutore del Cancelliere criminale, Isidoro, che interroga le ragazze, rendendosi conto ben presto che si tratta di semplici putelezi, ovvero ragazzate, cose di poco conto.
Dopo un ulteriore incontro  con i maschi del villaggio, la disputa viene accomodata fuori dalle aule di giustizia e, prima che la giornata si concluda in un clima di festoso lieto fine, verranno celebrati ben tre (quasi annunciati) matrimoni: quello di Lucietta con Titta-Nane, quello di Orsetta con Beppo e quello di Checca con Toffolo.

## Le rappresentazioni
Chioggia – Calli e canali di questa città della laguna veneta meridionale fanno da scenario alle Baruffe
Composta in veneziano frammisto a parole ed accenti tipici di Chioggia (alcune parti sono in versi e comprendono scene di pura pantomima, peraltro in sintonia con gli schemi drammaturgici dell'autore), Le baruffe chiozzotte è stata l'ultima commedia scritta da Goldoni prima dell'interruzione della sua attività di commediografo a Venezia.
Fu scritta subito dopo Sior Todero brontolon ed ebbe curiosamente come interprete di una delle figure principali (quella di madonna Pasqua) l'attrice Caterina Bresciani originaria della Toscana, ma che – parole dello stesso Goldoni – aveva bene penetrato il modo e la pronuncia veneziana e che riusciva bene sia nelle commedie di tono sostenuto che in quelle volgari.
La commedia figura ancora nei cartelloni di molti teatri: dopo un appannamento in termini di popolarità registrato nell'Ottocento, ha avuto un rilancio nel XX secolo grazie soprattutto ad una celebre edizione messa in scena a fine anni cinquanta e registrata dalla allora debuttante televisione italiana – con protagonista l'attore Cesco Baseggio.
Fra i principali attori italiani che l'hanno interpretata anche nell'allestimento diretto nel 1964 da Giorgio Strehler, si ricordano Lina Volonghi, Gianni Garko, Carla Gravina, Ottavia Piccolo, Corrado Pani, Tino Scotti, Mario Valdemarin, Giulio Brogi, Elio Crovetto, Ludovica Modugno, Donatella Cecarelli, Giancarlo Mauri, Virgilio Gottardi.

## Baruffe come commedia dell'arte
Ammirata da Goethe, che ebbe modo di assistere ad una sua rappresentazione in una replica del 1786 durante il suo viaggio in Italia, la commedia tende ad un recupero, da parte del suo autore, di un mondo popolare e reale, quindi ai limiti del pittoresco e comunque lontano da quella borghesia nobiliare allargata al medio ceto composta da locandiere e cavalieri fino ad allora messa in scena in altre opere (Le massere, I pettegolezzi delle donne e Il campiello, per citarne solo alcune).
L'unica figura non popolare della commedia è quella del coadiutore Isidoro – deus ex machina al quale si dovrà la ricomposizione delle baruffe con il lieto fine coronato dalla celebrazione di ben tre matrimoni risolutivi, per il buon esito della vicenda in cui si può intravedere il punto di vista soggettivo dell'autore stesso, imbarazzato (forse) a prendere le distanze in maniera non equanime dai protagonisti, ovvero il popolino chioggiotto.

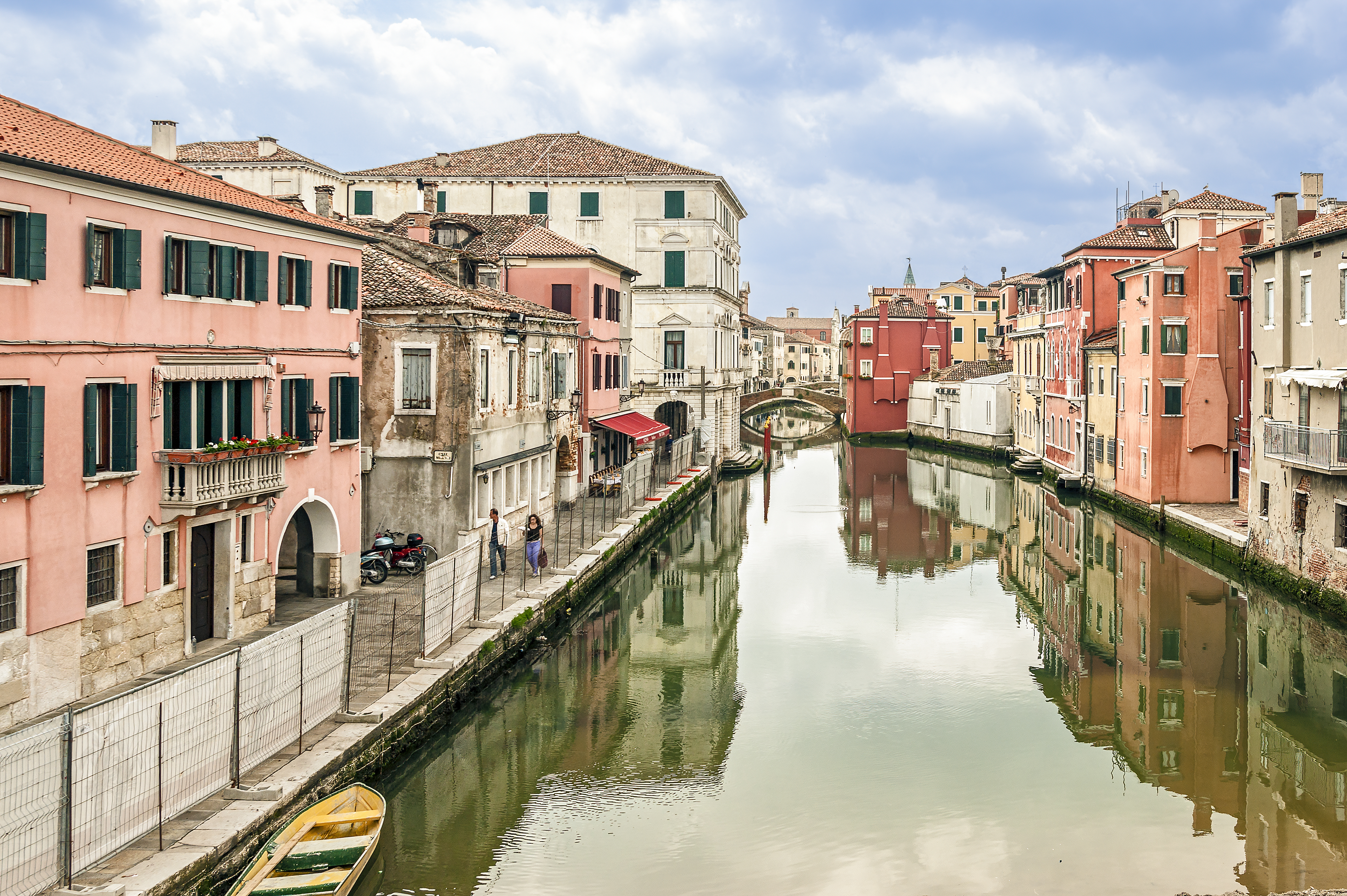
Chioggia, Canal Vena

Secondo quanto riferisce lo stesso Goldoni nelle sue Memorie, al debutto le Baruffe fecero registrare un notevole successo tanto che la commedia venne replicata per sette sere consecutivamente, cosa rara all'epoca. In realtà, la critica ufficiale dell'epoca e posteriore ha smorzato l'enfasi goldoniana riferendo di un successo discreto, anche se non eccellente.
È da tenere in conto anche il fatto che, al tempo del debutto dell'opera, l'autore si trovava al centro di un contenzioso artistico con un autore coevo, Carlo Gozzi, che lo accusò esplicitamente di aver rappresentato in modo eccessivamente cordiale le bassezze del popolo: è pensabile che tale querelle non abbia giovato alla commedia in termini di buona stampa, procurando inoltre al suo autore il biasimo dei ceti maggiormente conservatori.
Inoltre, l'essere stata composta in vernacolo potrebbe avere impedito alla commedia goldoniana – almeno stando a certa critica – una maggiore diffusione, quanto meno nel passato, poiché dalla metà del Novecento, a parte le traduzioni in lingua inglese e in lingua tedesca e relativi allestimenti, vi sono state innumerevoli messe in scena in quasi tutti i paesi del bacino mediterraneo e nella ex Jugoslavia, in primo luogo in Croazia (con il titolo di "Baruffe tra pescatori") con azzeccate 'localizzazioni' nelle cittadine dalmate, in primo luogo a Spalato e a Ragusa (anche: Dubrovnik).
A parere del già citato Goethe, in ogni caso, non vi è dubbio che si tratti di un capolavoro – o meglio di un lavoro scritto da mano maestra – tanto che gli elogi si sprecano, se è vero che:
Per poi aggiungere:

## Baruffe sotto tutte le latitudini
Lo stesso Goldoni spiega come il termine baruffa sia lo stesso tanto in linguaggio Chiozzotto, Veneziano e Toscano, significando confusione, una mischia, azzuffamento di uomini o di donne, che gridano, si battono insieme. Queste baruffe – annota ancora Goldoni presentando la sua opera – sono comuni fra il popolo minuto, e abbondano a Chiozza più che altrove poiché di sessantamila abitanti di quel Paese ve ne sono almeno cinquantamila di estrazione povera e bassa, tutti per lo più pescatori o gente di marina (nelle sue memorie Goldoni non esiterà infatti a definire la commedia popolare e plebea).
L'ambientazione a Chioggia non è casuale e, anzi, ha una valenza specifica poiché – nelle parole dello stesso autore – questa è una città rispettabile. Specificando poi che:
Chiosa ancora Goldoni, con la sottolineatura di non voler dare grammatica Chiozzotta: